# Salamat
Salamat is een van de 18 regio’s van Tsjaad. De hoofdstad is Am Timan.

## Geografie
Salamat ligt in het zuidoosten van het land en heeft een oppervlakte van 63.000 km². De regio grenst aan de Centraal-Afrikaanse Republiek. De belangrijkste rivier in de regio is de Bahr Salamat.
De regio is onderverdeeld in drie departementen: Aboudeïa, Barh Azoum en Haraze Mangueigne. 

## Bevolking
Er leven ruim 261.000 mensen (in 2007) in de regio.
Regio's: Batha · Borkou-Ennedi-Tibesti · Chari-Baguirmi · Guéra · Hadjer-Lamis · Kanem · Lac · Logone Occidental · Logone Oriental · Mandoul · Mayo-Kebbi Est · Mayo-Kebbi Ouest · Moyen-Chari · Ouaddaï · Salamat · Tandjilé · Wadi Fira

Stad: Ndjamena